# SS-Leitheft
SS-Leitheft était un magazine allemand publié sous le Troisième Reich, de 1934 à 1945. Il était destiné aux officiers de la SS.

## Histoire
Fondé en 1934, le magazine s'adresse tout d'abord aux officiers de la SS. L'éditeur était en effet le SS-Hauptamt, l'administration de la SS ; l'impression était réalisée par un nommé M. Müller et son fils, qui avaient leurs ateliers à Berlin.
Avec le déclenchement de la Seconde Guerre mondiale, dans le but de recruter de nouveaux officiers dans des pays envahis, le magazine est également publié en Norvège, au Danemark, en Belgique, aux Pays-Bas et en Estonie. Les articles sont généralement traduits de l'allemand, mais laissent également place à des informations et reportages nationaux. On connaît surtout le fonctionnement du journal à-travers les descriptions qu'en a laissées l'écrivain Eystein Eggen, son père ayant été rédacteur en chef de la version norvégienne.

## Direction
Le directeur du journal était le Dr Franz Riedweg, un médecin suisse qui avait rejoint la SS et était devenu le chef du bureau de recrutements de volontaires.

## Sources
- (en) Cet article est partiellement ou en totalité issu de l’article de Wikipédia en anglais intitulé « SS-Leitheft » (voir la liste des auteurs).